# Phytoliriomyza lurida
Phytoliriomyza lurida är en tvåvingeart som beskrevs av Spencer 1963. Phytoliriomyza lurida ingår i släktet Phytoliriomyza och familjen minerarflugor. Inga underarter finns listade i Catalogue of Life.